# Sādeq Chubak
Sādeq Chubak (em persa: صادق چوبک, por vezes Sādegh Choubak; 5 de agosto de 1916 – 3 de julho de 1998), foi um autor iraniano de ficção curta, drama e romances. Suas histórias curtas são caracterizadas por sua complexidade, economia de detalhes e concentração em um único tema, levando alguns a compará-los com pinturas em miniatura persa. Choubak era um naturalista, e seus romances reflectiam o lado sombrio da sociedade. Ele era um amigo muito próximo de Sadegh Hedayat, que era um escritor influente naquela época. Muitas de suas obras estão actualmente proibidas.

## Vida
Sadeq Chubak nasceu em Bushehr, onde estudou pela primeira vez antes de se mudar para Shiraz e depois para Teerão. Durante algum tempo, ele foi empregado no Ministério da Educação e na Companhia de Petróleo. Considerado extensamente como o maior escritor naturalista na literatura persa, ele escreveu uma grande quantidade de obras, incluindo romances, histórias curtas e peças. As histórias recolhidas Puppet Show e The Monkey, cujo mestre tinha morrido, exerceram profunda influência sobre a literatura persa moderna. Chubak morreu em 3 de julho de 1998, em Berkeley, Califórnia, Estados Unidos da América.

## Obra
Em suas obras, Chubak estuda a vida das pessoas oprimidas da sociedade que são vítimas de iniquidades e forças deterministas naturais. Simpático com as dores e as misérias dessas pessoas, ele oferece uma única solução, combater a corrupção e a injustiça.
Sua novela Tangsir detalha os actos valiosos dos lutadores em Tangestan. Foi traduzido em muitas línguas. O cenário desta história é Davvas (também دواس) habitado principalmente por pessoas migrando de outras partes da província de Bushehr, incluindo Tangestan. Irritado pela injustiça social, o protagonista, Zar Mohammad, toma a justiça em suas próprias mãos e combate as iniquidades sociais. Zar Mohammad ganhou uma soma considerável de dinheiro e embarca em negociação, mas ele é arrancado de seu dinheiro pelo governador. Amargamente desesperado pelo atraso ou ausência de justiça, ele toma uma arma e mata seus inimigos, um a um. Após o assassinato das fraudes, ele é apelidado de Shir Mohammad (Mohammad de coração de leão) pelos aldeões. O tema da justiça e da vingança preenche todo o ambiente do romance. Uma vez que a lei é muito lenta para medir a justiça para aqueles que merecem isso, a anarquia prevalecerá com a consequência de que as pessoas decidam seu próprio destino e exercem a justiça à luz de sua própria definição do conceito. Depois de longas provações, Shir Mohammad escapa da força da lei. Chubak lamenta a injustiça social e a ignorância cega dos legisladores. A busca pela justiça se transforma em uma missão messiânica para o protagonista que vem a ser vista por outros aldeões como um homem que é encarregado de libertá-los das mãos tiranas.
Após a publicação de The Last Alms e The First Night of the Grave Chubak, ele escreveu o romance The Patient Stone, que é um óptimo romance moderno na literatura persa. Este romance detalha os eventos em um bairro. Um dos vizinhos chama-se 'Gowhar' está perdido e os personagens falam sobre ela de seu próprio ponto de vista. Gowhar é a esposa do comerciante Hajj Ismail. Uma vez que seu filho tem uma hemorragia nasal no santuário, ela é acusada de adultério e expulsa de sua casa. Agora ela ganha a vida em um casamento temporário com homens diferentes. A história começa com sua perda e termina com a descoberta de seu corpo entre as vítimas de Seif al-Qalam, o assassino de prostitutas. Todos os personagens do romance são infernalmente cativados por seus desejos e poderes deterministas. Todos estão expostos a ameaças de morte, estupro e violência. A influência destrutiva das superstições é claramente discernível em suas vidas. O romance é dividido em 26 secções, cada secção narrada através da associação gratuita. Gowhar está ausente no romance, mas ela constitui a conversa principal dos personagens. Gowhar, que significa literalmente jóia, pode ser tomada como símbolo da jóia perdida da humanidade na sociedade. Chubak retrata um mundo muito brutal em que as pessoas estão extremamente mortificadas.